# Concile de Clermont (1095)
Pour les articles homonymes, voir Concile de Clermont.

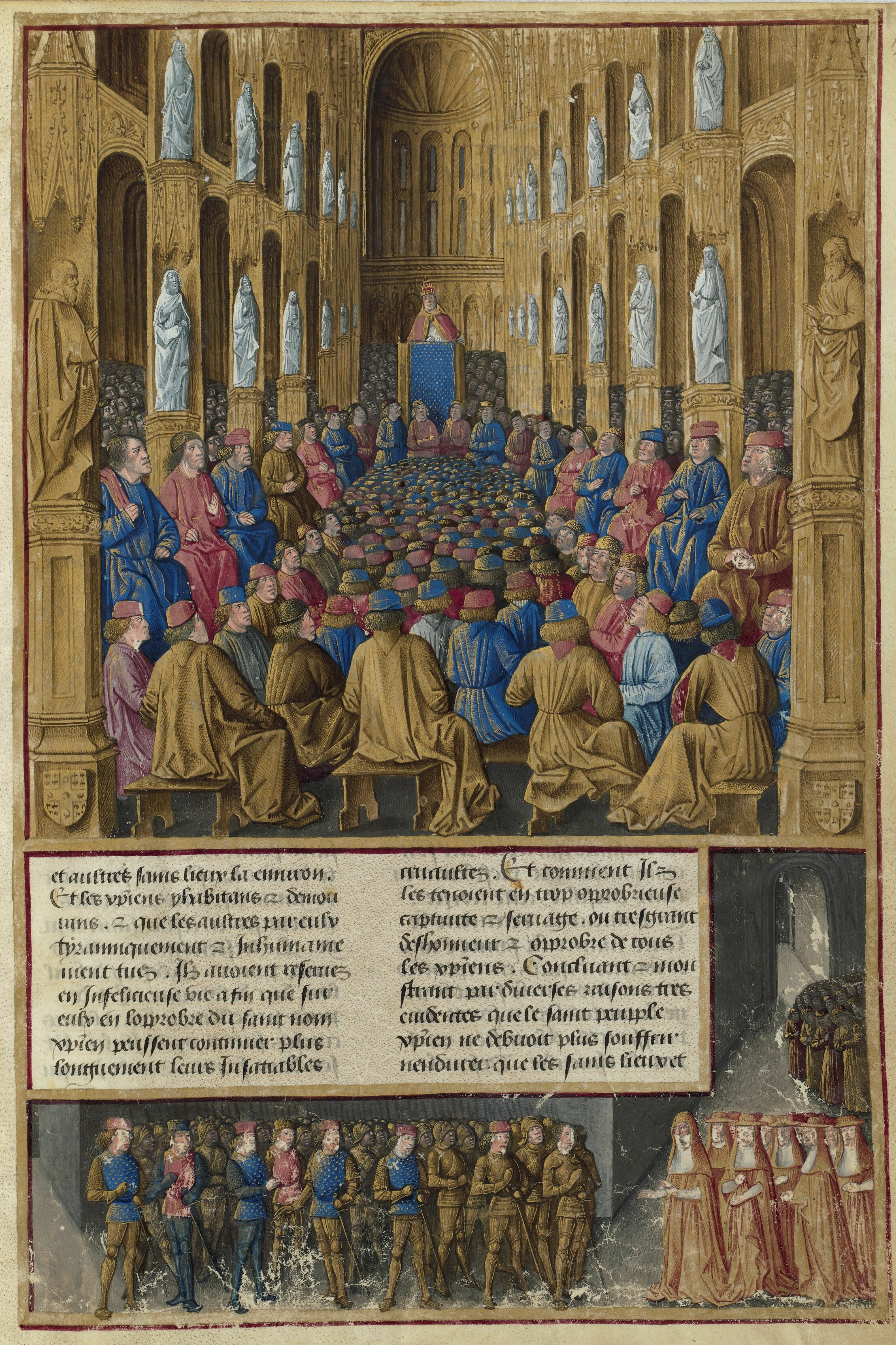
Le prêche du pape Urbain II au concile de Clermont. Miniature de Jean Colombe, extraite des Passages d'outremer, vers 1474, BNF, Fr.5594.

Le concile de Clermont (aujourd'hui Clermont-Ferrand) s’est tenu en Auvergne en 1095. Le pape Urbain II l’avait convoqué pour traiter des problèmes de discipline ecclésiastique, à la suite du concile de Plaisance qui s’était tenu six mois plus tôt, mais l’un des faits notables de ce concile est l’appel d’Urbain II à la noblesse de la chrétienté, lui demandant de lutter contre les Turcs qui menacent l’Empire byzantin et de délivrer les lieux saints occupés par les musulmans.

## Contexte
Après le concile de Plaisance, le pape Urbain II organise un voyage à travers le royaume de France avec certainement l’objectif de rencontrer le roi et de résoudre le litige matrimonial qui le concerne. En effet, quelques années plus tôt, le roi Philippe Ier de France avait répudié sa première épouse Berthe de Hollande et l’avait enfermée dans un couvent, puis avait épousé Bertrade de Montfort, épouse du comte Foulque IV d'Anjou, après lui avoir imposé la séparation. Cette situation avait occasionné un grand scandale et si la plupart des évêques étaient allés dans le sens du roi, quelques-uns, autour d’Hugues de Die, archevêque de Lyon et d’Yves de Chartres, évêque de Chartres s’y étaient opposés et avaient excommunié le roi.
Le concile de Plaisance avait montré de manière éclatante que l’autorité pontificale était restaurée, après plusieurs décennies de lutte contre l’empereur romain germanique. Urbain II compte bien user de cette autorité pour ramener le roi de France à l’ordre.
Le 15 août 1095, alors qu’il se trouve au Puy-en-Velay, il convoque tous les métropolitains français avec leurs évêques abbés et les laïcs les plus recommandables à un concile qui doit se tenir à Clermont en Auvergne le jour de l’octave de Saint-Martin.

## Le concile
Le chroniqueur Bernold de Constance raconte que Durand, l’évêque de Clermont, s’est donné tant de mal pour organiser le concile qu’il est mort d’épuisement peu après l’arrivée du pape. Urbain officie le jour de l’enterrement de Durand et ouvre le concile le 18 novembre.
Selon Bernold, treize archevêques, leurs suffragants et deux cent cinq bâtons épiscopaux ont répondu à l’appel. Un décret d’Urbain II qui affirme la primauté de l’église de Lyon précise qu’il y avait douze archevêques, quatre-vingts évêques et quatre-vingt-dix abbés. La plupart sont des Français, il y a aussi quelques Espagnols, Italiens et Lorrains mais aucun Allemand et Hongrois n'est venu. Le concile se constitue de 14 archevêques 250 évêques, plus de 400 abbés et une multitude de chevaliers du Midi.

### Les canons adoptés
Il n’y a pas de document complet citant la totalité des canons, certains sont cités entre autres par Orderic Vital et Guillaume de Malmesbury qui les ont reconstitués (partiellement, semble-t-il) :
1. Les moines, clercs et femmes doivent jouir quotidiennement de la Paix de Dieu[note 2] (Guillaume de Malmesbury en donne une définition plus restrictive : de l’avent à l’octave de l’Épiphanie, du dimanche de la Septuagésime à l’octave de la Pentecôte, on doit observer la trêve de Dieu du coucher de soleil du mercredi au lever de soleil de lundi). En raison de la cherté des vivres, elle est assurée aux paysans et aux marchands tous les jours de la semaine pour une durée de trois ans.
2. Une pénitence est accordée à tous ceux qui font le voyage à Jérusalem par piété, et non par orgueil ou par avarice[note 3].
3. Nul ne peut devenir doyen ou archidiacre s’il n’est prêtre ; nul ne peut devenir archidiacre s’il n’est diacre.
4. Aucun clerc ne peut porter les armes.
5. On ne peut élire évêque ni un laïc ni un clerc dans les ordres inférieurs, ni un sous-diacre.
6. Nul ne doit acheter une place ecclésiastique[note 4].
7. Un autel (=une église ou une dîme de l’église) revient à l’évêque à la mort du bénéficiaire.
8. On ne doit exiger aucune rétribution pour la sépulture, l’extrême onction et la confirmation.
9. Tout prêtre diacre, sous-diacre ou chanoine vivant dans l’incontinence sera déposé[note 5].
10. On n’admet dans les maisons des clercs aucune femme, sauf celle dont les saints canons tolèrent la présence.
11. Les bâtards ne doivent pas être admis aux ordres et dignités de l’Église, à moins qu’ils ne soient moines ou chanoines.
12. Aucun clerc ne possèdera deux prébendes dans deux villes (formulation de Guillaume de Malmesbury : nul ne peut être à la fois évêque et abbé).
13. Tout clerc doit rester dans l’église pour laquelle il a été ordonné, même s’il y obtient un rang supérieur.
14. Nul ne doit cumuler deux charges dans la même ville.
15. Nul ne doit recevoir une charge ecclésiastique d’un laïc.
16. Les rois et les princes ne donnent aucune investiture[note 6].
17. Aucun évêque ou prêtre ne doit jurer au roi ou à tout autre laïc le ligium fidelatis (serment de fidélité très strict).
18. Aucun prêtre ne deviendra chapelain d’un laïc sans l’agrément de son évêque.
19. Les laïcs ne doivent ni retirer des dîmes ni en prélever pour eux-mêmes.
20. Ils ne doivent pas garder pour eux des autels ni des églises (i.e. leurs revenus).
21. Aucun laïc ne pourra s’arroger l’héritage d’autrui ; s’il l’a fait, aucun prêtre ne pourra l’admettre à pénitence qu’après satisfaction.
22. Il en sera de même pour celui qui a fait une confession incomplète.
23. Aucun chrétien ne doit manger de viandes depuis le mercredi des cendres avant la mi-carême.
24. Les ordres ne doivent être conférés qu’aux quatre-temps et le samedi avant la mi-carême.
25. Les fils de prêtres, diacres, sous diacres et chanoines ne doivent pas être admis aux charges et dignité de l’Église, à moins qu’il ne soient devenus moines ou chanoines réguliers.
26. Le samedi saint, on doit continuer le jeûne jusqu’à la nuit.
27. Le jeûne du printemps (quatre-temps) doit toujours être fixé à la première semaine du carême, et le jeûne de l’été à la semaine de Pentecôte.
28. On ne doit communier qu’en prenant séparément le corps et le sang, à moins que la nécessité ou la prudence demande d’agir différemment.
29. Les croix dressées le long des chemins comportent le droit d’asile comme les églises[note 7].
30. Quiconque s’est réfugié auprès d’une de ces croix doit être livré à la justice, mais à condition d’avoir la vie et les membres saufs.
31. Aucun clerc ne doit s’approprier les biens d’un évêque ou d’un autre clerc après sa mort.
32. Quiconque se saisit d’un évêque et le met en prison sera frappé d’une infamie éternelle et condamné à ne plus porter d’armes.

D'une manière générale, le concile confirme les décisions du concile de Plaisance, ainsi que l'écrit Bernold. Mais il précise un certain nombre de points évoqués par le concile de Plaisance et ajoute des règles, notamment à propos de la Paix de Dieu et du pèlerinage à Jérusalem.

### Les décisions relatives à la chrétienté
Le roi Philippe Ier ne s'est pas soumis aux injonctions de l'Église et n'a pas répudié Bertrade de Montfort, épousée illicitement. Son excommunication est confirmée.
Deux évêques sont déposés pour avoir accordé à des clercs tous les ordres en l’espace d’une année, c'est-à-dire sans respecter les délais prescrits entre chaque ordination. Sur la demande des autres évêques, ils seront réintégrés à la fin du concile, après s'être repentis.
L’évêque de Dol en Bretagne avait tenté de détacher sept diocèses de la province de Tours et avait usurpé la dignité d’archevêque. Déjà excommunié, il ne s’était pas soumis et l’archevêque de Tours réitère ses plaintes. Le pape tranche en faveur de Tours.
Hugues de Die, légat du pape et archevêque de Lyon se plaint que Richer, archevêque de Sens lui conteste la primauté en Gaule. Un délai est accordé à Richer pour qu’il aille chercher ses documents et les produire devant le concile. Comme il n’est pas de retour le sixième jour, le concile tranche en faveur de Lyon. L’archevêque de Sens, une fois revenu, refuse de se soumettre, et le pape lui interdit d’assumer sa charge jusqu’à sa soumission.
L’archevêque de Rouen, absent du concile est menacé de la même peine s’il ne vient pas se soumettre à l’archevêque de Lyon dans un délai de trois mois.
Dans un conflit entre l’archevêque de Tours et l’abbaye de Marmoutier à propos de dîmes, Urbain II tranche en faveur de l’abbaye. Mais il tranche en faveur de l’évêque de Maguelone à propos d'un litige qui oppose ce dernier à l’abbaye d'Aniane. Un autre conflit oppose les abbayes de Cluny et de la Chaise-Dieu, qui se disputent la possession d’églises, et Urbain II parvient à négocier un compromis où les deux abbayes se partagent les églises en litige.
Il rétablit le diocèse d’Arras : vers 500, saint Vaast avait fondé un évêché à Arras, mais son second successeur l'avait transféré à Cambrai vers 569. En 1093, Urbain II avait décidé de diviser le diocèse de Cambrai en deux et il profite du concile pour officialiser cette séparation.

### L'appel de Clermont

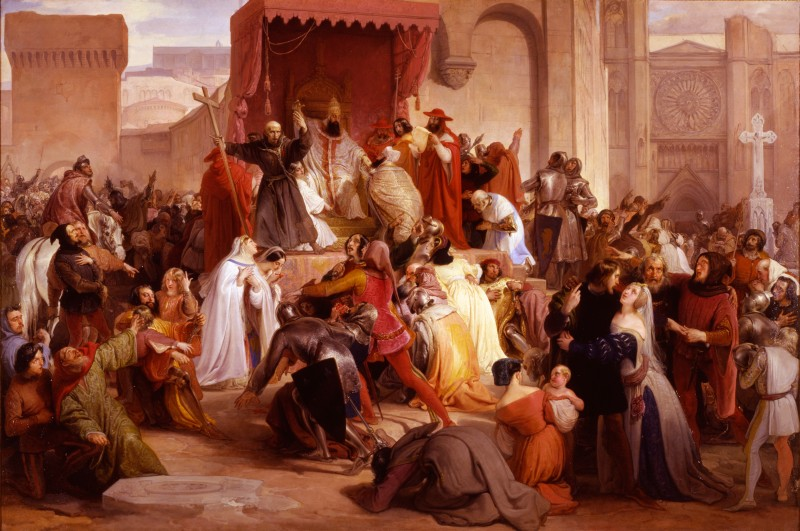
Le pape Urbain II prêchant la première croisade sur la place de Clermont, tableau de Francesco Hayez (1835).

Pour clore le concile, Urbain II prononce un discours en présence d’une foule de clercs et de laïcs réunis dans un champ (Herm), à l'extérieur de la ville. On ne connaît pas le discours exact du pape mais de nombreux témoignages nous ont permis d'en connaître les grands thèmes. Après avoir évoqué les malheurs et souffrances des chrétiens d’Orient, le pape adjure les chrétiens d’Occident de cesser leurs guerres fratricides et de s’unir pour combattre les païens et délivrer leurs frères en Orient, ce qui est une cause plus juste. En même temps les chrétiens pourront expier leurs péchés une fois arrivés à Jérusalem, ville sainte par excellence. Cet appel de Clermont est donc considéré comme la cause directe de la première croisade.